# Коклан, Никола
Никола Коклан (ирл. Nicola Coughlan; род. 9 января 1987, Голуэй, Коннахт) — ирландская актриса театра, кино и телевидения.

## Биография
Никола Коклан родилась 9 января 1987 года в городе Голуэй (Ирландия), но выросла в городке Оранмор. У неё есть старшая сестра и брат. После средней школы окончила колледж Calasanctius, потом — Ирландский национальный университет в Голуэе по специальности «Английская и классическая цивилизация». Уехала в Англию, где окончила Оксфордскую школу драмы и Бирмингемскую школу актёрского мастерства.
В 10-летнем возрасте Коклан впервые появилась на широком экране — в фильме «Война моего брата» (в титрах она не упоминается). С 2003 года она работала актрисой озвучивания в мультсериалах, в 2004 году снялась в короткометражной ленте The Phantom Cnut. В 2012 году впервые появилась в телесериале, в 2013 году дебютировала в полнометражном художественном фильме с указанием в титрах. В 2013—2018 годах Коклан играла исключительно в театрах — в Park Theatre, «Олд Вик», Orange Tree Theatre, Traverse Theatre, Donmar Warehouse. С 2018 года она снова снимается в кино и сериалах.
Коклан живёт в Лондоне.
В 2018 году Коклан опубликовала заметку для The Guardian, в которой высказывалась о «несправедливом изучении (разглядывании) женских тел в театральной критике». Дело в том, что British Theatre Guide так сказал о её роли в сериале «Девчонки из Дерри»: «маленькая девочка с избыточным весом». Организация извинилась и удалила эти слова.
В феврале 2019 года 27 женщин с чемоданами, ведомые Николой Коклан, пересекли лондонский Вестминстерский мост. Цель акции — декриминализировать аборты в Северной Ирландии. 28 женщин — это примерное количество жительниц Северной Ирландии, еженедельно уплывающих в Англию, чтобы сделать аборт (разрешённый там).
В июле 2020 года Коклан выставила на аукцион платье от Алекса Перри и вырученные 5000 евро перевела ирландскому детскому хоспису Laura Lynn Hospice. Эти деньги были потрачены на помощь «пострадавшим от пандемии COVID-19».

## Фильмография
| Год          |     | Русское название      | Оригинальное название       | Роль                                            |
| ------------ | --- | --------------------- | --------------------------- | ----------------------------------------------- |
| 1997         | ф   | Война моего брата     | My Brother’s War            | девочка, кормящая лебедей (в титрах не указана) |
| 2004—2005    | мс  | Сказки Андерсена      | Der var engang…             | разные роли (7 эпизодов)                        |
| 2008         | ф   | Лето летающей тарелки | Summer of the Flying Saucer | Джанис (голос)                                  |
| 2010         | мс  | Симсала Гримм         | SimsalaGrimm                | разные роли (дубляж, 26 эпизодов)               |
| 2011         | мф  | Тор: Легенда викингов | Hetjur Valhallar — Þór      | Эдда (голос)                                    |
| 2012         | с   | Врачи                 | Doctors                     | Мари Каллахан (эпизод «Every End Has a Start»)  |
| 2012         | мф  | Тарзан-размазня       | Gummi T                     | Лотти (дубляж)                                  |
| 2013         | ф   | Свенгали              | Svengali                    | девушка в клубе                                 |
| 2018—2022    | с   | Девчонки из Дерри     | Derry Girls                 | Клэр Девлин (18 эпизодов)                       |
| 2018         | с   | Куртизанки            | Harlots                     | Ханна Далтон (7 эпизодов)                       |
| 2020 — н. в. | с   | Бриджертоны           | Bridgerton                  | Пенелопа Физерингтон (24 эпизода)               |
| 2023         | ф   | Барби                 | Barbie                      | Барби-дипломат                                  |
| 2023         | кор | Вельветовый кролик    | The Velveteen Rabbit        | фея в игровой комнате (голос)                   |
| 2023         | с   | Доджер                | Dodger                      | королева Виктория (эпизод «Coronation»)         |
| 2024         | с   | Настроение            | Big Mood                    | Мэгги (6 эпизодов)                              |
| 2024         | ф   | Захватите их!         | Seize Them!                 | Скромная Джоан                                  |
| 2024         | с   | Доктор Кто            | Doctor Who                  | Джой (эпизод «Радуйся, мир»)                    |
|              | ф   | Волшебное дерево      | The Magic Faraway Tree      | Силки                                           |

## Награды и номинации
| Год  | Награда                          | Категория                                         | Номинировавшаяся работа | Результат | Сноски |
| ---- | -------------------------------- | ------------------------------------------------- | ----------------------- | --------- | ------ |
| 2017 | Off West End                     | Лучшая актриса в пьесе                            | Джесс и Джо навсегда    | Номинация | [ 3 ]  |
| 2021 | Премия Гильдии киноактёров США   | Лучший актёрский состав в драматическом сериале   | Бриджертоны             | Номинация | [ 18 ] |
| 2021 | Irish Film and Television Awards | Лучшая актриса второго плана в драме              | Бриджертоны             | Номинация |        |
| 2021 | Irish Film and Television Awards | Восходящая звезда                                 | Бриджертоны             | Победа    | [ 19 ] |
| 2022 | Pena de Prata                    | Лучшая актриса второго плана в комедийном сериале | «Девчонки из Дерри»     | Номинация | [ 20 ] |
| 2024 | Gold Derby Awards                | Лучший актёрский состав                           | Барби                   | Номинация |        |